# Seron
Seron is een dorp in de Belgische provincie Namen. Het ligt in Forville, een deelgemeente van Fernelmont. Seron ligt bijna een halve kilometer ten noorden van het centrum van Forville.

## Geschiedenis
Op de Ferrariskaart uit de jaren 1770 staat de plaats afgebeeld als het gehucht Seron aan een gelijknamig riviertje, ten noorden van het dorp Forville.

## Bezienswaardigheden
- De Sint-Laurentiuskapel (Chapelle Saint-Laurent) is een neoclassicistisch kerkgebouw van midden 19e eeuw.
- De Tumuli van Seron, drie Gallo-Romeinse grafheuvels.

## Natuur en landschap
De hoogte aan de kapel bedraagt 164 meter.

## Verkeer en vervoer
Door het dorp loopt de N984 van Branchon naar het centrum van Forville.

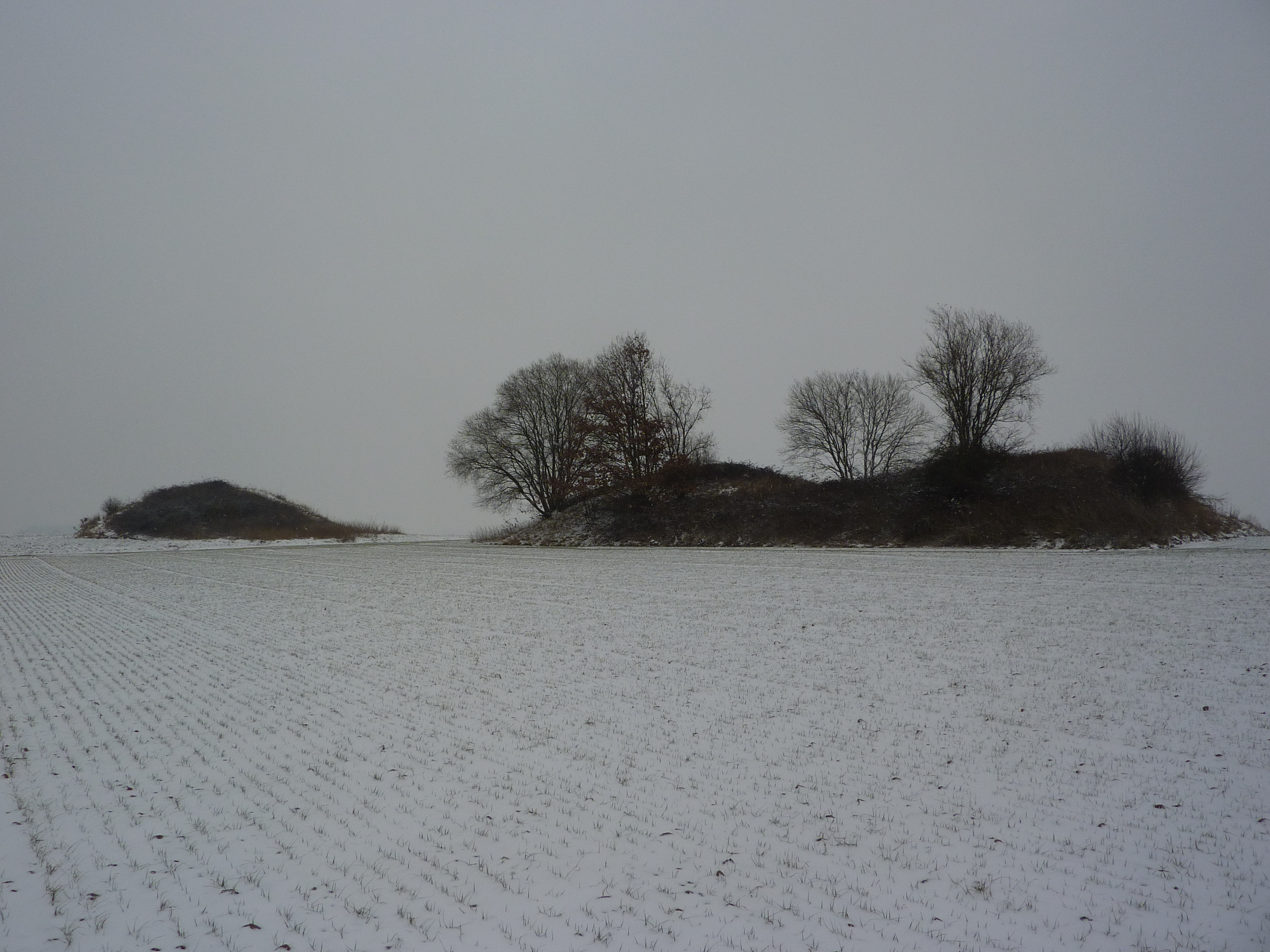
Tumuli van Seron

## Nabijgelegen kernen
Forville, Hannêche, Meeffe, Hemptinne